# Dacus frontalis
Dacus frontalis är en tvåvingeart som beskrevs av Becker 1922. Dacus frontalis ingår i släktet Dacus och familjen borrflugor. Inga underarter finns listade i Catalogue of Life.